# 이돈수
이돈수(李敦守, 始祖) : 고려조 명종7(1177)~고종27(1240) 추정. 고려의 무신. 본관은 덕수(德水)로 시조 (始祖)이다. 신호위 중랑장. 충무공 이순신(李舜臣) 집안의 시조이다.

## 생애
- 공의 생몰년이나 관직을 지낸 경력 등을 자세히 고증할 만한 자료가 없다.
- 명종 7년(1177년,1세) 중랑장공 이돈수(李敦守) 출생 추정
- 신종 5년(1202년,26세) 장자 추밀공 이양준(李陽俊) 출생
- 고종 3년(1218년, 42세) 신호위 중랑장
- 고종 27년(1240년,64세) 중랑장공 이돈수(李敦守) 별세 추정
- 배위(配位)는 황려이씨(黃驪李氏, 황려는 여주의 옛 이름)이며, 아버지는 교위(校尉) 이순진(李順珍), 조부는 신호위(神虎衛) 산원(散員) 이규(李規), 증조(曾祖)는 보윤(甫尹) 이점충(李占冲), 외조(外祖)는 광주(光州) 김성단(金成但)이다.
- 묘는 실전되었다고 알려져 있으나 남북 분단으로 확인이 불가능하다. 1968년 4월 27일 충남 아산시 염치읍 백암리 계좌에 설단, 1975년 10월 충남 아산시 득산동 청학산 록 곤좌에 이단하였으나 장항선 터널이 조성으로 2007년 10월 3일 충남 아산시 음봉면 삼거리 산 2-1번지에 추밀공 이양준(李陽俊), 삼사공 이소(李劭)와 함께 설단(設壇)하였다.[1]
- 슬하에 조산대부 흥위위 보승장군을 지낸 추밀공 이양준(李陽俊) 1남이 있다.

## 평가
중랑장공 이돈수(李敦守)는 고려 고종 때 강동성 전투에서 신호위 중랑장으로 활약한 무반으로 덕수이씨 시조(始祖)이다.
고려사 조충전(趙沖傳)을 살펴보면, 1216년(고종 3) 8월부터 1219년(고종 6) 정월까지 거란유종(契丹遺種: 패망한 大遼收國의 거란족 유민) 김산(金山)과 김시(金始)가 압록강을 건너 고려를 침략하였다. 1218년(고종 5) 9월 고려 삼군(三軍)의 원수 조충(趙冲)이 이끄는 군대가 거란유종을 물리치고 조충(趙沖)이 성주(成州: 평안남도 성천군)에 머물며 남쪽에서 올라오는 여러 도(道)의 지원군을 기다리고 있었다. 경상도 안찰사 이적(李勣)이 군사를 이끌고 오다가 적을 만나 전진하지 못하자 장군 이돈수(李敦守)와 김계봉(金季鳳)을 파견하여 이들 적군을 치고 이적(李勣)을 맞이하려 했으나, 적군은 이미 두 길로 나누어서 우리 중군을 공격해왔다. 이에 아군이 좌 우익진으로 펴서 북을 울리며 전진하니 적군은 무너져 도망 했으므로 이돈수(李敦守)등은 이적(李勣)휘하의 부대를 안전하게 조충의 고려군 본대에 합류시켰다. 이후 고려군은 거란유종을 크게 무찔러 강동성(江東城)에 고립시키는데 성공하였다.
1216년 몽골의 침입에 쫒긴 대요수국(거란족)이 2차에 걸쳐 3년간 고려를 침입하였으나 이돈수, 김광세, 김취려, 조충 등의 훌륭한 고려 장수의 전공으로 이겨낼 수 있었으며, 1219년 강동성(江東城)에서 여몽연합군에 의해 완전히 격퇴하였다.
고려 때부터 덕수현(德水縣)에 이씨가 살았으나 그 선계(先系)가 확실하지 않다. 4世 첨의공 이윤운(李允蒀)이 1249년 출생하여 판도판서 상호군을 역임하고 1334년 수 86세로 별세 한 후 선충경절공신에 책록되고 첨의정승, 덕수부원군에 추봉되면서 후손들이 덕수(德水)를 관향으로 삼게 되었다.
시조는 용재공 이행(李荇)이 수초하신 세계와 년보(年譜)및 충무공(舜臣)의 가승에는 추밀공 이양준(李陽俊)으로부터 시작되었으나, 율곡공 이이(李珥)의 가전세계(家傳世系)에는 중랑장공 이돈수(李敦守)을 시조로 하고 추밀공 이양준(李陽俊)은 그의 아들이라 하였다. 그 후 택당공 이식(李植)이 두 분의 세계를 토대로 하여 중랑장공을 시조로 하는 덕수이씨 세계(世系)를 창시(創始)하고 추밀공 부터 13분 직계 선조의 세계열전을 지었으며, 이를 외재공 이단하(李端夏)가 수정 편집하고 10분 선조의 방친열전을 지어 합본하였다. 1712년 수곡공 이여(李畬)가 보사(譜事)를 이끌고 참판공 이희무(李喜茂), 감사공 이탄(李坦) 두 부자(父子)분의 헌신적 노력으로 1713년 덕수이씨 세보를 창간하면서 시조 및 세계가 확립되어 오늘에 이르렀다.
고려사, 동국통감, 익재난고, 동사강목에 간단히 활약상이 기록되어 있는 덕수이씨 시조 중랑장공 이돈수(李敦守) 장군의 정확한 출생과 사망 기록은 남아 있지 않다. 다만 당시 고려의 대외 여건을 고려하였을 때 크고 작은 많은 전투들이 계속되었고 근접 전이 주를 이루었던 시기라 전투 중 부상으로 관직 생활을 지속하지 못하였을 수 있다.

## 가족관계
- 이상의 상계(上系)를 고증할 수 없다.
  - 본인 : 이돈수(李敦守, 추정1177∼1240) 신호위 중랑장
  - 부인 : 황려이씨(黃驪李氏), 교위 이순진의 딸
    - 장남 : 이양준(李陽俊,1202∼1243) 신호군 중랑장, 흥위위 보승장군 증 은청광록대부, 동지추밀원사 어사대부 이부상서 상장군
    - 자부 : 안동권씨(安東權氏), 중랑장 권극평(權克平)의 딸
      - 손자 : 이소(李劭,1223∼1282) 통의대부 전법판서 지삼사사겸 세자내직랑 증 금자광록대부 지문하성사 상장군 판예부사(종1품)
      - 증손자 : 이윤운(李允蒀,1249∼1334) 통헌대부 민부전서, 봉익대부 밀직사 판도판서 상장군 증 선충경절공신, 벽상삼한삼중대광 수 첨의정승 감춘추관사 상호군 판전리시사 덕수부원군(德水府院君)
      - 증손자 : 이윤번(李允蕃, 추정1265∼미상) 순유진사, 도사 증 자헌대부 의정부 좌참찬

## 문헌
李敦守 高麗朝中郎將 配黃驪李氏 祖神虎衛散員規 曾祖甫尹占冲 外祖光州金成但▶墓失傳 ▶高麗史曰 高宗五年戊 寅(1218年) 契丹入寇 趙冲 爲西北面元 師次成州 以待諸道兵慶尚道按察使李勣 引兵來遇賊不得前 遣將軍李敦守擊之以迎勣▶1968年戊申 4月27日 設壇牙山郡塩 峙面白岩里癸坐▶1975年乙卯10月移壇牙山郡新昌面得山里蒼鶴山麓坤坐